# قاعدة سلاح الجو الملكي خورمكسر
قاعدة سلاح الجو الملكي خورمكسر (بالإنجليزية: RAF khormaksar) كانت محطة لسلاح الجو الملكي في عدن، اليمن. كان شعارها «في الأماكن النائية». خلال الستينيات، كانت قاعدة لتسعة أسراب وأصبحت أكثر محطات سلاح الجو الملكي البريطاني ازدحامًا على الإطلاق بالإضافة إلى أكبر نقطة انطلاق لسلاح الجو بين المملكة المتحدة وسنغافورة. وظلت في الخدمة حتى خروج القوات البريطانية من عدن بعد ثورة 14 أكتوبر.
أصبحت القاعدة فيما بعد مطار عدن الدولي.

## التاريخ
تأسست القاعدة في عام 1917، وتم توسيع القاعدة في عام 1945 حيث نشر البريطانيون نفوذهم في عمق شبه الجزيرة العربية. وصل السرب الثامن لسلاح الجو الملكي في عام 1927، وبقي حتى عام 1945، وقام بتشغيل فيكرز فيلدبيست وهوكر هارت ومارتن ماريلاند وفيري سوردفيش ولوكهيد هدسون وفيري 3 إف.
في 10 يونيو 1940، أعلنت إيطاليا الحرب على بريطانيا وفرنسا، وسرعان ما أصبحت عدن قاعدة بريطانية مهمة لحملة شرق إفريقيا. أطلقت القاعدة أولى طلعاتها القتالية بعد ثلاثة أيام، عندما أرسل السرب الثامن تسع من مقاتلات البلينهايم لقصف مطار عصب في إريتريا المحتلة من قبل إيطاليا، عبر البحر الأحمر من عدن في 12 يونيو. هاجمت خمس طائرات فيلدبيست نفس المطار في تلك الليلة. في 5 أغسطس 1940، غزت إيطاليا أرض الصومال البريطانية، وشنت مقاتلات البلينهايم هجمات ضد تقدم القوات الإيطالية. فاق عدد الإيطاليين عدد الدفاعات البريطانية ودفاعات الكومنولث، واحتل الإيطاليون ميناء بربرة، جنوب عدن مباشرة عبر خليج عدن، في 19 أغسطس.
استمر السرب الثامن في التمركز في خورمكسر مزودًا ببريستول بلينهايم. استخدم السرب طائرات فيكرز ويلينجتون من ديسمبر 1943 حتى مايو 1945.
في عام 1943، تم إنشاء سرب اتصالات عدن، التابع للقوات البريطانية في عدن. تم تغيير اسمه مرتين في عامي 1951 و1955 قبل أن يتم حله في عام 1956.
في عام 1958، تم إعلان حالة الطوارئ في عدن حيث استولت القوات اليمنية جبل جحاف القريب وشاركت أسراب سلاح الجو الملكي البريطاني في العمل لدعم الجيش البريطاني. في الستينيات، خلال ثورة 14 أكتوبر، وصلت القاعدة إلى ذروة نشاطها، حيث أصبحت مكتظة وجذبت هجمات برية من قبل الثوار. في عام 1966، أعلنت الحكومة العمالية المنتخبة حديثًا في المملكة المتحدة سحب جميع القوات بحلول عام 1968.

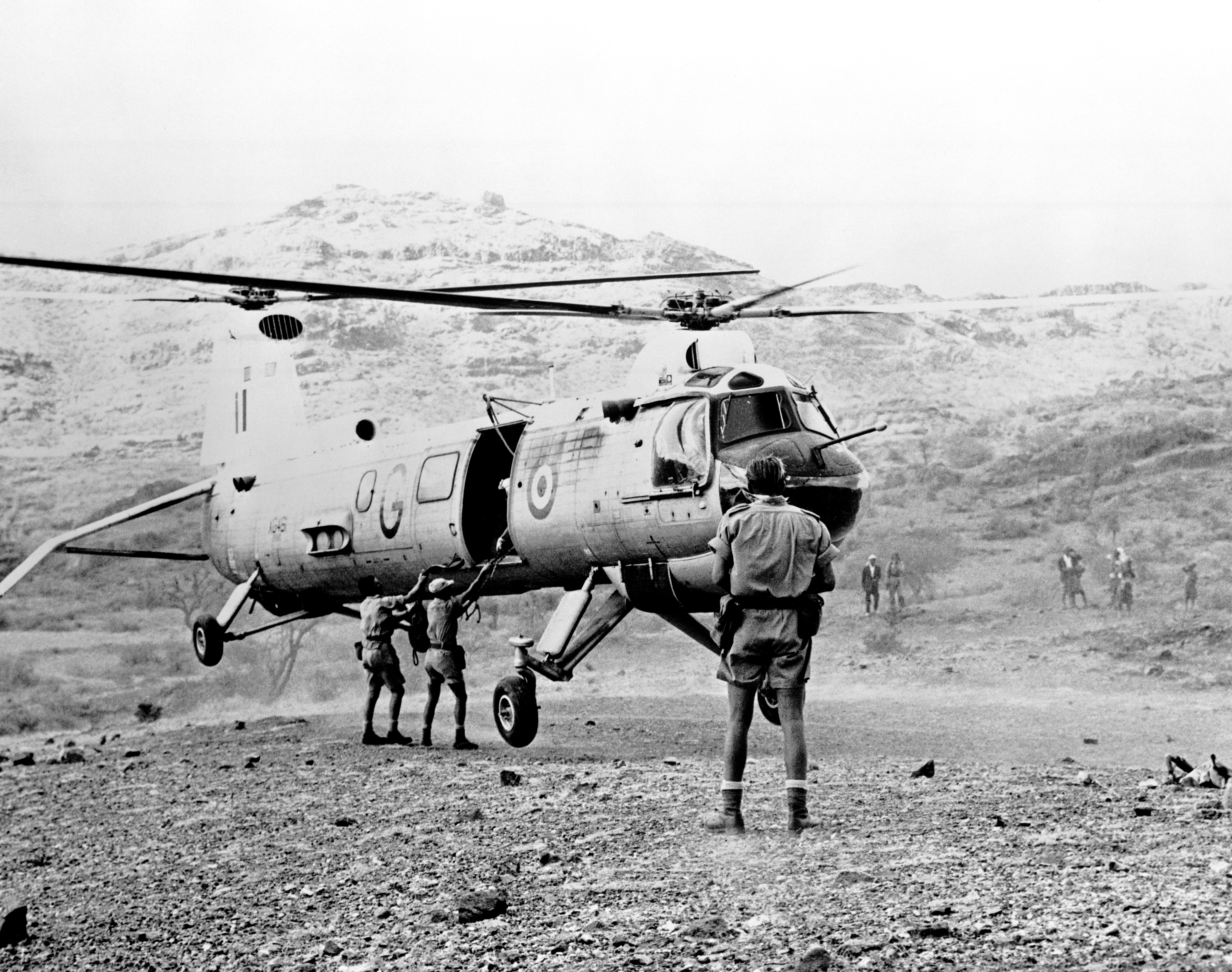
حوامة بلفيدير من السرب 26 مقره في خورمكسر 1964

في مايو 1967، كان من المتوقع أن تكون مستويات القوة النهائية المخطط لها في خورمكسر قبل انسحاب يناير 1968 كما يلي:
* عنصر الجيش، ويتكون من لواء القيادة التكتيكية عدن، وكوماندوز واحد، وكتيبة واحدة، وفرقة عربات مدرعة، وفرقة مدفعية خفيفة، وفرقة هندسة، وعناصر من القيادة المشتركة الصغيرة. ما مجموعه حوالي 1150 فردا.
* عنصر سلاح الجو الملكي، الذي يتألف من سرب من الصيادين ورحلة طيران ويسيكس (كلاهما مع أطراف دعم الخدمة)، وطرف زائر لخدمة الطائرات، ومركز الاتصالات، وعناصر من رابطة شركات تشغيل القطارات، والتحركات، وخدمات المطارات، وعناصر المقر المشترك. ما مجموعه حوالي 350 فردا.
لعبت خورمكسر دورًا في إجلاء العائلات البريطانية من عدن في صيف عام 1967. أُغلقت المحطة في 29 نوفمبر 1967.

## الوحدات والطائرات
| الوحدة                                                        | تواريخ                                 | الطائرات                                                                           | ملاحظات                                         |
| ------------------------------------------------------------- | -------------------------------------- | ---------------------------------------------------------------------------------- | ----------------------------------------------- |
| السرب 8 سلاح الجو الملكي                                      | 1927-1945؛ 1946-1967 مع بعض الانقطاعات | تغييرات متكررة في نوع الطائرة (انظر أدناه)                                         | انظر أدناه                                      |
| السرب 12 سلاح الجو الملكي                                     | 1935–1936                              | هوكر هارت                                                                          | [ 8 ]                                           |
| السرب 21 سلاح الجو الملكي                                     | 1965–1967                              | دوغلاس سكاي ترينهوكر سايدلي اندوفر                                                 |                                                 |
| السرب 26 سلاح الجو الملكي                                     | 1963–1965                              | بريستول بلفيدير                                                                    |                                                 |
| السرب 37 سلاح الجو الملكي                                     | 1957–1967                              | أفرو شاكلتون                                                                       |                                                 |
| السرب 41 سلاح الجو الملكي                                     | أكتوبر 1935 – مارس 1936                | هوكر هارت                                                                          | إلى الشيخ عثمان مارس - أغسطس 1936               |
| السرب 43 سلاح الجو الملكي                                     | 1963–1967                              | هوكر هنتر                                                                          |                                                 |
| السرب 73 سلاح الجو الملكي                                     | 1956                                   | دي هافيلاند فينوم                                                                  |                                                 |
| السرب 78 سلاح الجو الملكي                                     | 1956–1967                              | بيرسيفال بيمبروك ويستلاند ويسيكس                                                   |                                                 |
| السرب 84 سلاح الجو الملكي                                     | 1956–1967                              | فيكرز فاليتا بريستول سيكامور بيرسيفال بيمبروك بلاكبيرن بيفرلي هوكر سيدلي أندوفر    |                                                 |
| السرب 94 سلاح الجو الملكي                                     | 1939                                   | غلوستر غلاديتور                                                                    |                                                 |
| السرب 105 سلاح الجو الملكي                                    | 1962–1967                              | آرمسترونغ ويتوورث أرغوسي                                                           |                                                 |
| السرب 114 سلاح الجو الملكي                                    | 1945                                   | دي هافيلاند موسكيتو                                                                | استخدمت في الأصل دوجلاس بوسطن                   |
| السرب 203 سلاح الجو الملكي                                    | 1940                                   | بريستول بلينهايم                                                                   |                                                 |
| السرب 208 سلاح الجو الملكي                                    | 1961–1964                              | هوكر هنتر                                                                          | فصل عام 1956 من قاعدة سلاح الجو الملكي أكروتيري |
| السرب 216 سلاح الجو الملكي                                    | 1942                                   | لوكهيد هدسون                                                                       | فصل من غرب القاهرة                              |
| السرب 233 سلاح الجو الملكي                                    | 1960–1964                              | فيكرز فاليتا                                                                       |                                                 |
| السرب 244 سلاح الجو الملكي                                    | 1944                                   | فيكرز ويلينغتون                                                                    | فصل من مسيرة                                    |
| السرب 259 سلاح الجو الملكي                                    | 1943                                   | كونسوليديتد كاتالينا                                                               | فصل من دار السلام                               |
| السرب 265 سلاح الجو الملكي                                    | 1943                                   | كونسوليديتد كاتالينا                                                               | فصل من دار السلام                               |
| السرب 413 سلاح الجو الملكي                                    | 1942–1945                              | كونسوليديتد كاتالينا                                                               | فصل من كوجالا                                   |
| السرب 459 سلاح الجو الملكي                                    | 1942                                   | لوكهيد هدسون                                                                       | فصل من LG227 وLG143                             |
| السرب 621 سلاح الجو الملكي                                    | 1943–1945                              | فيكرز ويلينغتون                                                                    |                                                 |
| السرب 683 سلاح الجو الملكي                                    | 1951                                   | فيكرز فاليتا                                                                       |                                                 |
| الرحلة 1417 سلاح الجو الملكي                                  | 1958–1960                              | غلوستر ميتيور                                                                      |                                                 |
| الرحلة 1417 سلاح الجو الملكي                                  | 1963–1967                              | هوكر هنتر                                                                          |                                                 |
| سرب اتصالات عدن سلاح الجو الملكي                              | 1 ديسمبر 1951 – 31 أغسطس 1955          |                                                                                    |                                                 |
| اتصالات محمية عدن وسرب الدعم سلاح الجو الملكي                 | 1955–1956                              |                                                                                    |                                                 |
| قيادة القوات البريطانية في عدن سرب الاتصالات سلاح الجو الملكي | 1943-1951، أصبح سرب اتصالات عدن        |                                                                                    | [ 11 ]                                          |
| وحدة الصيانة 131                                              | مارس 1942 - 1966                       | خدمت طائرات بلاكبيرن بيفرلي أرمسترونج ويتوورث أرجوسي، وبريستول بلفيدير في عام 1965 |                                                 |

السرب 8 سلاح الجو الملكي، كان مقره في خورمكسر في ثمان مناسبات:
- 1927-1945 قام بتشغيل فيري 3 إف وفيكرز فيلدبيست وهوكر هارت بريستول بلينهايم ومارتن ماريلاند وفيري سوردفيش ولوكهيد هدسون وفيكرز ويلينغتون.
- 1946-1950 قام بتشغيل دي هافيلاند موسكيتو وهوكر تيمبيست وبريستول بريجاند.
- 1950-1951 قام بتشغيل بريستول بريجاند وأفرو أنسون وأوستر.
- 1951-1952 كما كان من قبل.
- 1952-1953 قام بتشغيل بريستول بريجاند ودي هافيلاند فامباير.
- 1953-1956 قام بتشغيل دي هافيلاند فامباير ودي هافيلاند فينوم.
- 1956-1961 قام بتشغيل دي هافيلاند فينوم وغلوستر ميتيور وهوكر هنتر.
- 1960-1967 قام بتشغيل هوكر هنتر وتي .7
- 1960-1963 تقام بشغيل هوكر هنتر.

### اقتباسات
1. ↑  Pine، L.G. (1983). A dictionary of mottoes (ط. 1). London: Routledge & Kegan Paul. ص. 115. ISBN:0-7100-9339-X.
2. ↑  Shores 1996, p. 18–19.
3. ↑  "The Ethiopian Campaign - 1940-1941". 8 Squadron Royal Air Force, 4 September 2006. Retrieved 19 September 2012. نسخة محفوظة 2016-03-04 على موقع واي باك مشين.
4. ↑  Shores 1996, pp. 45–54.
5. ↑  Halley, 1988, p. 35
6. ↑  Brian Lapping, 'End of Empire,' Guild Publishing, London, 1985.
7. ↑  Air Forces Middle East. "(extracts from) Operational Order AFME/S216/Air, dated 23 May, 1967". radfanhunters.co.uk. مؤرشف من الأصل في 2020-02-24. اطلع عليه بتاريخ 2020-11-30.
8. ↑  Jefford 1988، صفحة 28.
9. ↑  Lake 1999، صفحة 9.
10. ↑  Lake 1999.
11. ↑  Lake 1999، صفحة 128.
12. ↑  National Archives – A History of 131 MU: Khormaksar نسخة محفوظة 3 فبراير 2018 على موقع واي باك مشين.
13. ↑  Ashworth، Chris (1989). Encyclopaedia of modern Royal Air Force squadrons. Wellingborough: Stephens. ص. 43–45. ISBN:1-85260-013-6.

### فهرس
- جيفورد، سي جي (1988). أسراب سلاح الجو الملكي البريطاني. سجل شامل لحركة ومعدات جميع أسراب سلاح الجو الملكي البريطاني وأسلافهم منذ عام 1912. شروزبري: ايرلايف. ISBN:1-85310-053-6.
- لايك، أ. (1999). الوحدات الطائرة لسلاح الجو الملكي. شروزبري: ايرلايف. ISBN:1-84037-086-6.
- ستورتيفانت، راي، وجون هاملين. "وحدات تدريب ودعم الطيران التابعة لسلاح الجو الملكي البريطاني منذ عام 1912. تونبريدج، كنت، المملكة المتحدة: شركة طيران بريطانيا (المؤرخون) المحدودة، 2007.(ردمك 0-85130-365-X).

## روابط خارجية
- شارة كريست ومعلومات لسلاح الجو الملكي خورمكسر
- التاريخ الشخصي والصور من سلاح الجو الملكي البريطاني خورمكسر في الستينيات
- صور من سلاح الجو الملكي البريطاني خورمكسر في منتصف الستينيات
- الطائرات المتمركزة وزيارة سلاح الجو الملكي البريطاني خورمكسر